# Draft de la NBA de 2006

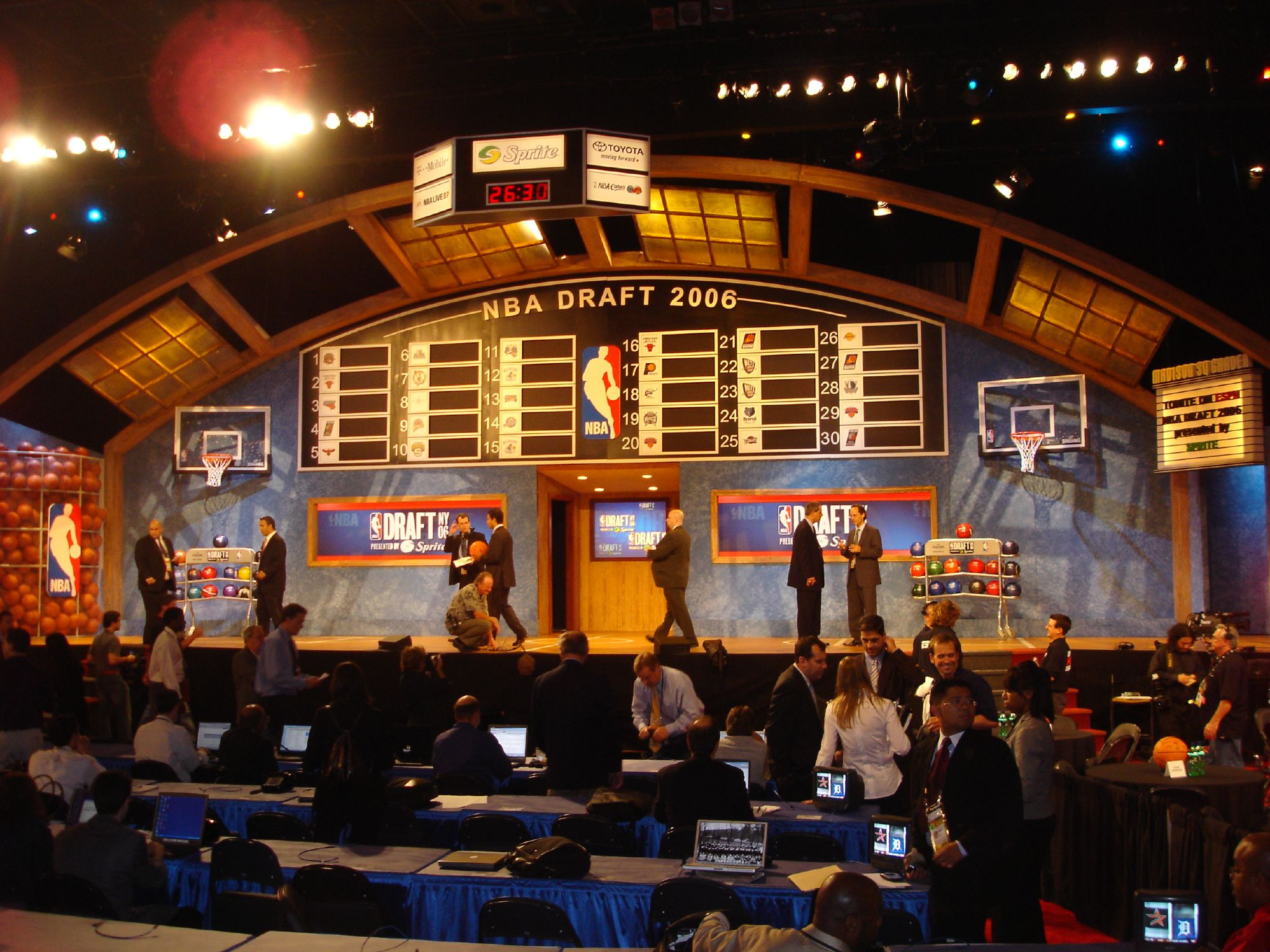
Día de la ceremonia del Draft de 2006.

El Draft de la NBA de 2006 tuvo sede en el Madison Square Garden de Nueva York el 28 de junio. El draft fue televisado en Estados Unidos por ESPN y en 202 países de todo el mundo. Brandon Roy fue elegido rookie del año. Más allá de jugadores como Brandon Roy, Lamarcus Aldridge,Kyle Lowry o Rajon Rondo, este Draft es considerado por muchos analistas como el de peor nivel de Primera Ronda de la historia, con decenas de jugadores que tuvieron un paso pésimo y fugaz por la liga y ya no militan en ella, siendo catalogados como grandes promesas en un principio, y terminando como fracasos en la NBA.

## Primera ronda

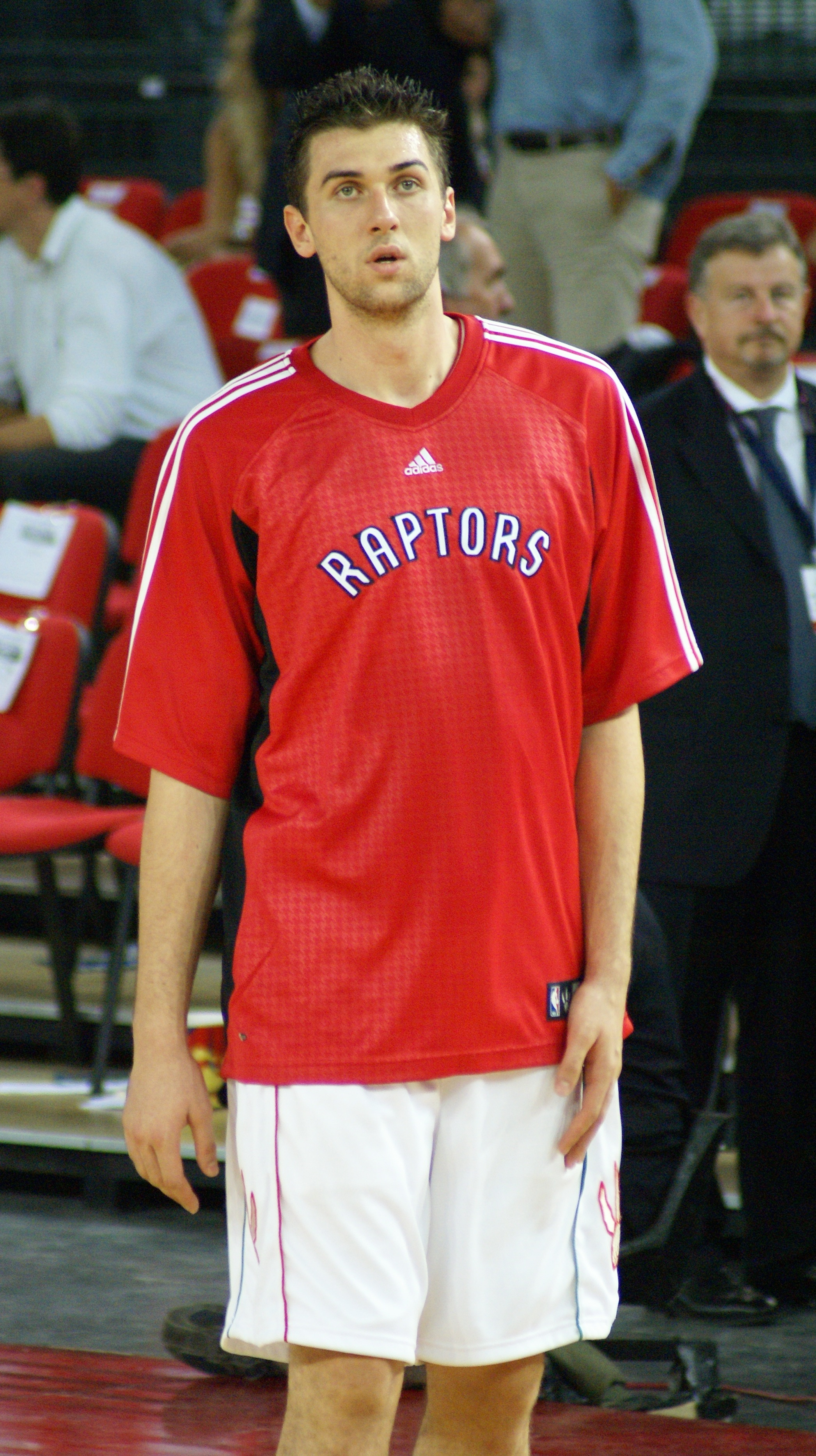
Andrea Bargnani, la primera elección de Toronto Raptors.

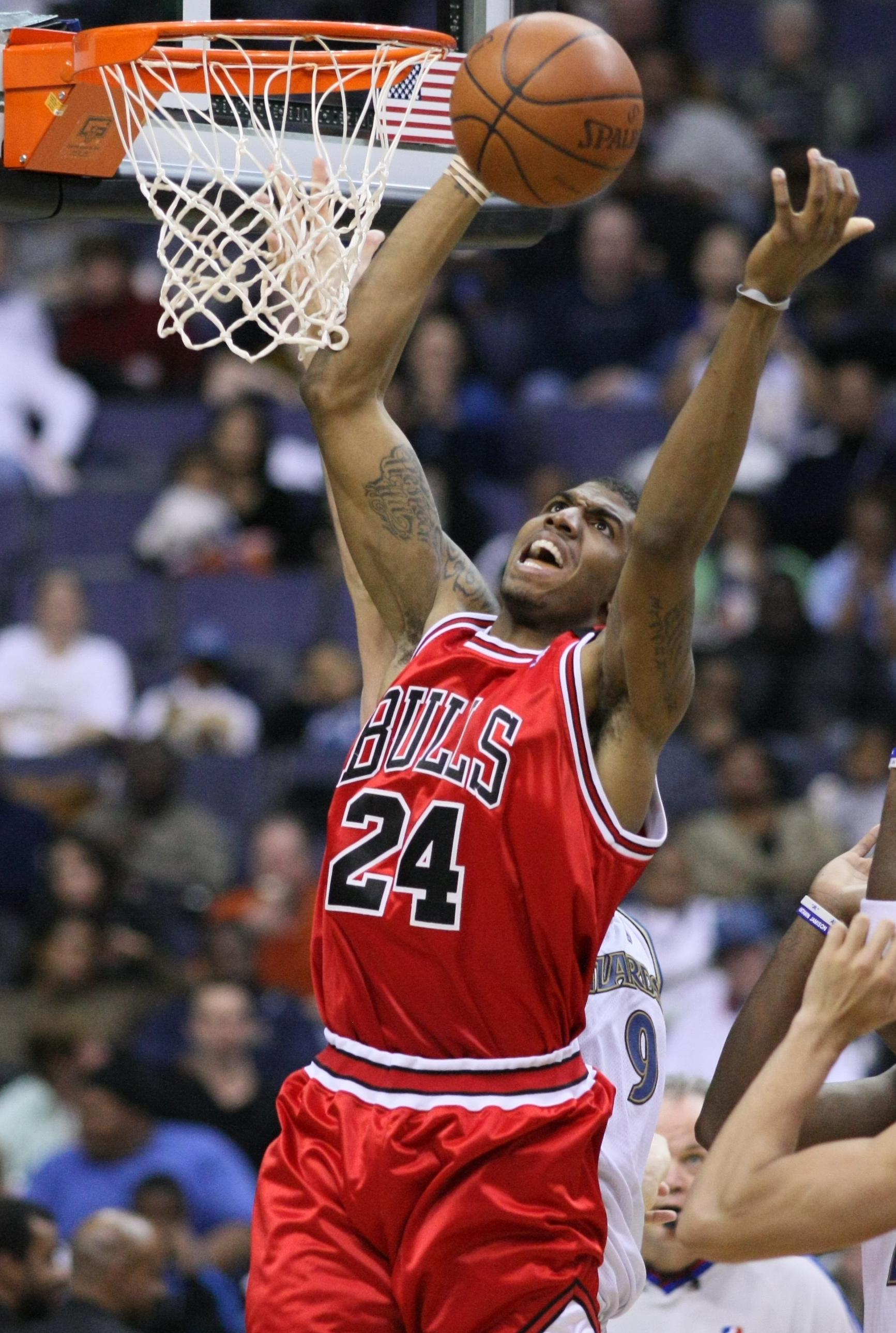
Tyrus Thomas, 4ª elección de Portland Trail Blazers, traspasado a Chicago Bulls.

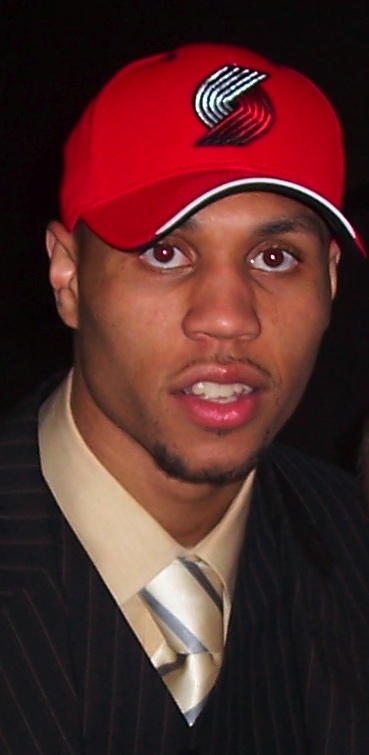
Brandon Roy, 6ª elección de Minnesota Timberwolves, traspasado a Portland Trail Blazers.

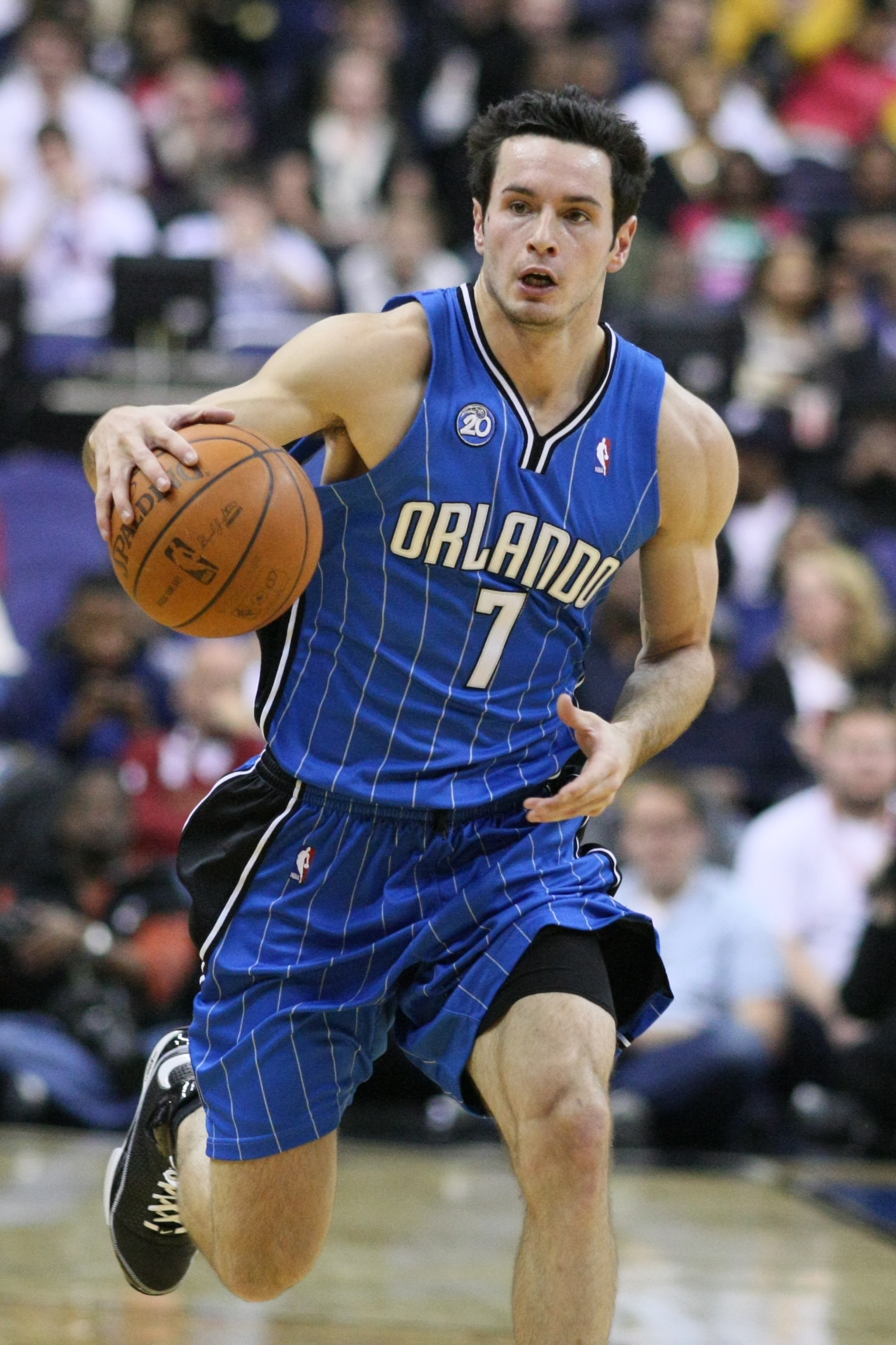
J.J. Redick, undécima elección de Orlando Magic.

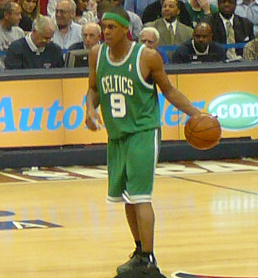
Rajon Rondo, elección 21 de Boston Celtics.

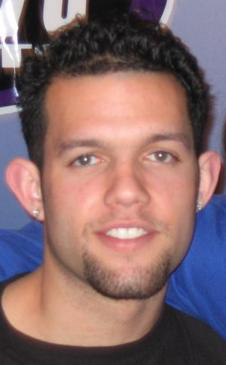
Jordan Farmar, elegido en el puesto 26.

|  | Denota jugador que ha sido seleccionado al menos en un All-Star Game y un Mejor Quinteto de la NBA |
|  | Denota jugador que ha sido seleccionado al menos en un All-Star Game                               |
|  | Denota jugador que ha sido seleccionado al menos en un Mejor Quinteto de la NBA                    |
|  | Denota jugador que nunca ha jugado en la NBA                                                       |

| Elección | Jugador                | Nacionalidad   | Equipo de la NBA                                                     | Origen (Universidad/Club)        |
| -------- | ---------------------- | -------------- | -------------------------------------------------------------------- | -------------------------------- |
| 1        | Andrea Bargnani (PF)   | Italia         | Toronto Raptors                                                      | Benetton Treviso (Italia)        |
| 2        | LaMarcus Aldridge (PF) | Estados Unidos | Chicago Bulls (a Portland Trail Blazers vía New York Knicks)         | Texas                            |
| 3        | Adam Morrison (SF)     | Estados Unidos | Charlotte Bobcats                                                    | Gonzaga                          |
| 4        | Tyrus Thomas (PF)      | Estados Unidos | Portland Trail Blazers (a Chicago Bulls)                             | LSU                              |
| 5        | Shelden Williams (PF)  | Estados Unidos | Atlanta Hawks                                                        | Duke                             |
| 6        | Brandon Roy (SG)       | Estados Unidos | Minnesota Timberwolves (a Portland Trail Blazers)                    | Washington                       |
| 7        | Randy Foye (SG)        | Estados Unidos | Boston Celtics (a Minnesota Timberwolves vía Portland Trail Blazers) | Villanova                        |
| 8        | Rudy Gay (SF)          | Estados Unidos | Houston Rockets (a Memphis Grizzlies)                                | Connecticut                      |
| 9        | Patrick O'Bryant (C)   | Estados Unidos | Golden State Warriors                                                | Bradley                          |
| 10       | Mouhamed Sene (C)      | Senegal        | Seattle SuperSonics                                                  | RBC Verviers-Pepinster (Bélgica) |
| 11       | J.J. Redick (SG)       | Estados Unidos | Orlando Magic                                                        | Duke                             |
| 12       | Hilton Armstrong (C)   | Estados Unidos | New Orleans Hornets                                                  | Connecticut                      |
| 13       | Thabo Sefolosha (SF)   | Suiza          | Philadelphia 76ers (a Chicago Bulls)                                 | Angelico Biella (Italia)         |
| 14       | Ronnie Brewer (SG)     | Estados Unidos | Utah Jazz                                                            | Arkansas                         |
| 15       | Cedric Simmons (PF)    | Estados Unidos | New Orleans Hornets (desde Milwaukee Bucks)                          | North Carolina State             |
| 16       | Rodney Carney (SF)     | Estados Unidos | Chicago Bulls (a Philadelphia 76ers)                                 | Memphis                          |
| 17       | Shawne Williams (SF)   | Estados Unidos | Indiana Pacers                                                       | Memphis                          |
| 18       | Oleksiy Pecherov (PF)  | Ucrania        | Washington Wizards                                                   | Paris Basket Racing (Francia)    |
| 19       | Quincy Douby (SG)      | Estados Unidos | Sacramento Kings                                                     | Rutgers                          |
| 20       | Renaldo Balkman (SF)   | Estados Unidos | New York Knicks (desde Denver Nuggets)                               | South Carolina                   |
| 21       | Rajon Rondo (PG)       | Estados Unidos | Phoenix Suns (a Boston Celtics vía Los Angeles Lakers)               | Kentucky                         |
| 22       | Marcus Williams (PG)   | Estados Unidos | New Jersey Nets (from Los Angeles Clippers)                          | Connecticut                      |
| 23       | Josh Boone (C)         | Estados Unidos | New Jersey Nets                                                      | Connecticut                      |
| 24       | Kyle Lowry (PG)        | Estados Unidos | Memphis Grizzlies                                                    | Villanova                        |
| 25       | Shannon Brown (SG)     | Estados Unidos | Cleveland Cavaliers                                                  | Michigan State                   |
| 26       | Jordan Farmar (PG)     | Estados Unidos | Los Angeles Lakers (desde Miami Heat)                                | UCLA                             |
| 27       | Sergio Rodríguez (PG)  | España         | Phoenix Suns (a Portland Trail Blazers)                              | Adecco Estudiantes (España)      |
| 28       | Maurice Ager (SG)      | Estados Unidos | Dallas Mavericks                                                     | Michigan State                   |
| 29       | Mardy Collins (PG)     | Estados Unidos | New York Knicks (desde San Antonio Spurs)                            | Temple                           |
| 30       | Joel Freeland (PF)     | Inglaterra     | Portland Trail Blazers (de Detroit Pistons)                          | CB Gran Canaria (España)}        |

## Segunda ronda
| Elección | Jugador                   | Nacionalidad            | Equipo de la NBA                                                | Origen (Universidad/High School/Club) |
| -------- | ------------------------- | ----------------------- | --------------------------------------------------------------- | ------------------------------------- |
| 31       | James White (SG)          | Estados Unidos          | Portland Trail Blazers (a Indiana Pacers)                       | Cincinnati                            |
| 32       | Steve Novak (SF)          | Estados Unidos          | Houston Rockets (de New York Knicks)                            | Marquette                             |
| 33       | Solomon Jones (C)         | Estados Unidos          | Atlanta Hawks                                                   | South Florida                         |
| 34       | Paul Davis (C)            | Estados Unidos          | Los Angeles Clippers (de Charlotte Bobcats)                     | Michigan State                        |
| 35       | P.J. Tucker (SF)          | Estados Unidos          | Toronto Raptors                                                 | Texas                                 |
| 36       | Craig Smith (PF)          | Estados Unidos          | Minnesota Timberwolves (de Boston Celtics)                      | Boston College                        |
| 37       | Bobby Jones (SF)          | Estados Unidos          | Minnesota Timberwolves (a Philadelphia 76ers)                   | Washington                            |
| 38       | Kosta Perović (C)         | Serbia                  | Golden State Warriors                                           | Partizan Belgrado (Serbia)            |
| 39       | David Noel (SF)           | Estados Unidos          | Milwaukee Bucks (de Houston Rockets)                            | North Carolina                        |
| 40       | Denham Brown (SG)         | Canadá                  | Seattle SuperSonics                                             | Connecticut                           |
| 41       | James Augustine (PF)      | Estados Unidos          | Orlando Magic                                                   | Illinois                              |
| 42       | Daniel Gibson (PG)        | Estados Unidos          | Cleveland Cavaliers (de Philadelphia 76ers)                     | Texas                                 |
| 43       | Marcus Vinicius (PF)      | Brasil                  | New Orleans Hornets                                             | Objectivo São Carlos (Brasil)         |
| 44       | Lior Eliyahu (SF)         | Israel                  | Orlando Magic (a Houston Rockets vía Milwaukee Bucks)           | Hapoel Galil Elyon (Israel)           |
| 45       | Alexander Johnson (PF)    | Estados Unidos          | Indiana Pacers (a Memphis Grizzlies vía Portland Trail Blazers) | Florida State                         |
| 46       | Dee Brown (PG)            | Estados Unidos          | Utah Jazz (de Chicago Bulls)                                    | Illinois                              |
| 47       | Paul Millsap (PF)         | Estados Unidos          | Utah Jazz                                                       | Louisiana Tech                        |
| 48       | Vladimir Veremeenko (PF)  | Bielorrusia             | Washington Wizards                                              | Dynamo Saint Petersburg (Rusia)       |
| 49       | Leon Powe (PF)            | Estados Unidos          | Denver Nuggets (a Boston Celtics)                               | California                            |
| 50       | Ryan Hollins (C)          | Estados Unidos          | Charlotte Bobcats (de Sacramento Kings)                         | UCLA                                  |
| 51       | Cheikh Samb (C)           | Senegal                 | Los Angeles Lakers (a Detroit Pistons)                          | WTC Cornellà (España)                 |
| 52       | Guillermo Díaz (SG)       | Puerto Rico             | Los Angeles Clippers                                            | Miami (FL)                            |
| 53       | Yotam Halperin (PG)       | Israel                  | Seattle SuperSonics (de Memphis Grizzlies)                      | Olimpija Ljubljana (Eslovenia)        |
| 54       | Hassan Adams (SG)         | Estados Unidos          | New Jersey Nets                                                 | Arizona                               |
| 55       | Ejike Ugboaja (F)         | Nigeria                 | Cleveland Cavaliers                                             | Union Bank Lagos (Nigeria)            |
| 56       | Edin Bavcic (C)           | Bosnia y Herzegovina    | Toronto Raptors (de Miami Heat)(a Philadelphia 76ers)           | ASA BH Telecom (Bosnia Herzegovina)   |
| 57       | Loukas Mavrokefalidis (C) | Grecia                  | Minnesota Timberwolves (desde Phoenix Suns)                     | PAOK (Grecia)                         |
| 58       | J.R. Pinnock (SG)         | Estados Unidos · Panamá | Dallas Mavericks (a Los Angeles Lakers)                         | George Washington                     |
| 59       | Damir Markota (SF)        | Croacia                 | San Antonio Spurs (to Milwaukee Bucks)                          | Cibona VIP (Croacia)                  |
| 60       | Will Blalock (PG)         | Estados Unidos          | Detroit Pistons                                                 | Iowa State                            |

## Jugadores destacados no incluidos en el draft
Estos jugadores no fueron seleccionados en el draft de la NBA de 2005, pero han jugado al menos un partido en la NBA.
| Jugador            | Pos.  | Nacionalidad   | Universidad/Club         |
| ------------------ | ----- | -------------- | ------------------------ |
| Louis Amundson     | F     | Estados Unidos | UNLV (Sr.)               |
| José Juan Barea    | PG    | Puerto Rico    | Northeastern (Sr.)       |
| Cedric Bozeman     | G/F   | Estados Unidos | UCLA (Sr.)               |
| Chris Copeland     | SF    | Estados Unidos | Colorado (Sr.)           |
| Thomas Gardner     | SG    | Estados Unidos | Missouri (Jr.)           |
| Chris Hunter       | C     | Estados Unidos | Michigan (Jr.)           |
| Dontell Jefferson  | SG    | Estados Unidos | Arkansas (Sr.)           |
| Eugene Jeter       | PG    | Estados Unidos | Portland (Sr.)           |
| Tarence Kinsey     | SG    | Estados Unidos | South Carolina (Sr.)     |
| Pops Mensah-Bonsu  | PF    | Reino Unido    | George Washington (Sr.)  |
| Larry Owens        | SF/SG | Estados Unidos | Oral Roberts (Sr.)       |
| Chris Quinn        | PG    | Estados Unidos | Notre Dame (Sr.)         |
| Allan Ray          | SG/PG | Estados Unidos | Villanova (Sr.)          |
| Jeremy Richardson  | SG/SF | Estados Unidos | Delta State (Sr.)        |
| Walker Russell Jr. | PG    | Estados Unidos | Jacksonville State (Sr.) |
| C. J. Watson       | G     | Estados Unidos | Tennessee (Sr.)          |

## Probabilidades antes del Draft
| Equipo               | Oportunidades | 1º    | 2º    | 3º    | 4º    | 5º    | 6º    | 7º    | 8º    | 9º    | 10º   | 11º   | 12º   | 13º   | 14º   |
| -------------------- | ------------- | ----- | ----- | ----- | ----- | ----- | ----- | ----- | ----- | ----- | ----- | ----- | ----- | ----- | ----- |
| Blazers              | 250           | 0.250 | 0.215 | 0.177 | 0.358 |       |       |       |       |       |       |       |       |       |       |
| Bulls (desde Knicks) | 199           | 0.199 | 0.188 | 0.171 | 0.319 | 0.124 |       |       |       |       |       |       |       |       |       |
| Bobcats              | 138           | 0.138 | 0.142 | 0.145 | 0.238 | 0.290 | 0.045 |       |       |       |       |       |       |       |       |
| Hawks                | 137           | 0.137 | 0.142 | 0.145 | 0.085 | 0.323 | 0.156 | 0.013 |       |       |       |       |       |       |       |
| Raptors              | 88            | 0.088 | 0.096 | 0.106 |       | 0.262 | 0.359 | 0.084 | 0.004 |       |       |       |       |       |       |
| Timberwolves         | 53            | 0.053 | 0.060 | 0.070 |       |       | .440  | 0.330 | 0.045 | 0.001 |       |       |       |       |       |
| Celtics              | 53            | 0.053 | 0.060 | 0.070 |       |       |       | 0.573 | 0.226 | 0.018 | 0.000 |       |       |       |       |
| Rockets              | 23            | 0.023 | 0.027 | 0.032 |       |       |       |       | 0.725 | 0.184 | 0.009 | 0.000 |       |       |       |
| Warriors             | 22            | 0.022 | 0.026 | 0.031 |       |       |       |       |       | 0.797 | 0.121 | 0.004 | 0.000 |       |       |
| Sonics               | 11            | 0.011 | 0.013 | 0.016 |       |       |       |       |       |       | 0.870 | 0.089 | 0.002 | 0.000 |       |
| Magic                | 8             | 0.008 | 0.009 | 0.012 |       |       |       |       |       |       |       | 0.908 | 0.063 | 0.001 | 0.000 |
| Hornets              | 7             | 0.007 | 0.008 | 0.010 |       |       |       |       |       |       |       |       | 0.935 | 0.039 | 0.000 |
| 76ers                | 6             | 0.006 | 0.007 | 0.009 |       |       |       |       |       |       |       |       |       | 0.960 | 0.018 |
| Jazz                 | 5             | 0.005 | 0.006 | 0.007 |       |       |       |       |       |       |       |       |       |       | 0.982 |

### Resultados de la lotería
1. Toronto Raptors
2. Chicago Bulls
3. Charlotte Bobcats
4. Portland Trail Blazers
5. Atlanta Hawks
6. Minnesota Timberwolves
7. Boston Celtics
8. Houston Rockets
9. Golden State Warriors
10. Seattle SuperSonics
11. Orlando Magic
12. New Orleans/Oklahoma City Hornets
13. Philadelphia 76ers
14. Utah Jazz